# David Asseo
David Asseo (Estambul, Turquía, 1914 – Estambul,  14 de julio de 2002), Rabino Jefe (en turco "Hahambaşı, Jajam Bashi") de la República de Turquía (1960 – 2002). Como sucesor del Gran Rabino Rafael Saban, David Asseo sirvió por más de cuarenta años como Jajam Bashi de Turquía, máximo líder espiritual de la comunidad judía. Su representante más relevante, R. Isaac Haleva, le sucedió en el cargo a su fallecimiento en el año 2002.
- Datos: Q203367